# Robert von Schlagintweit

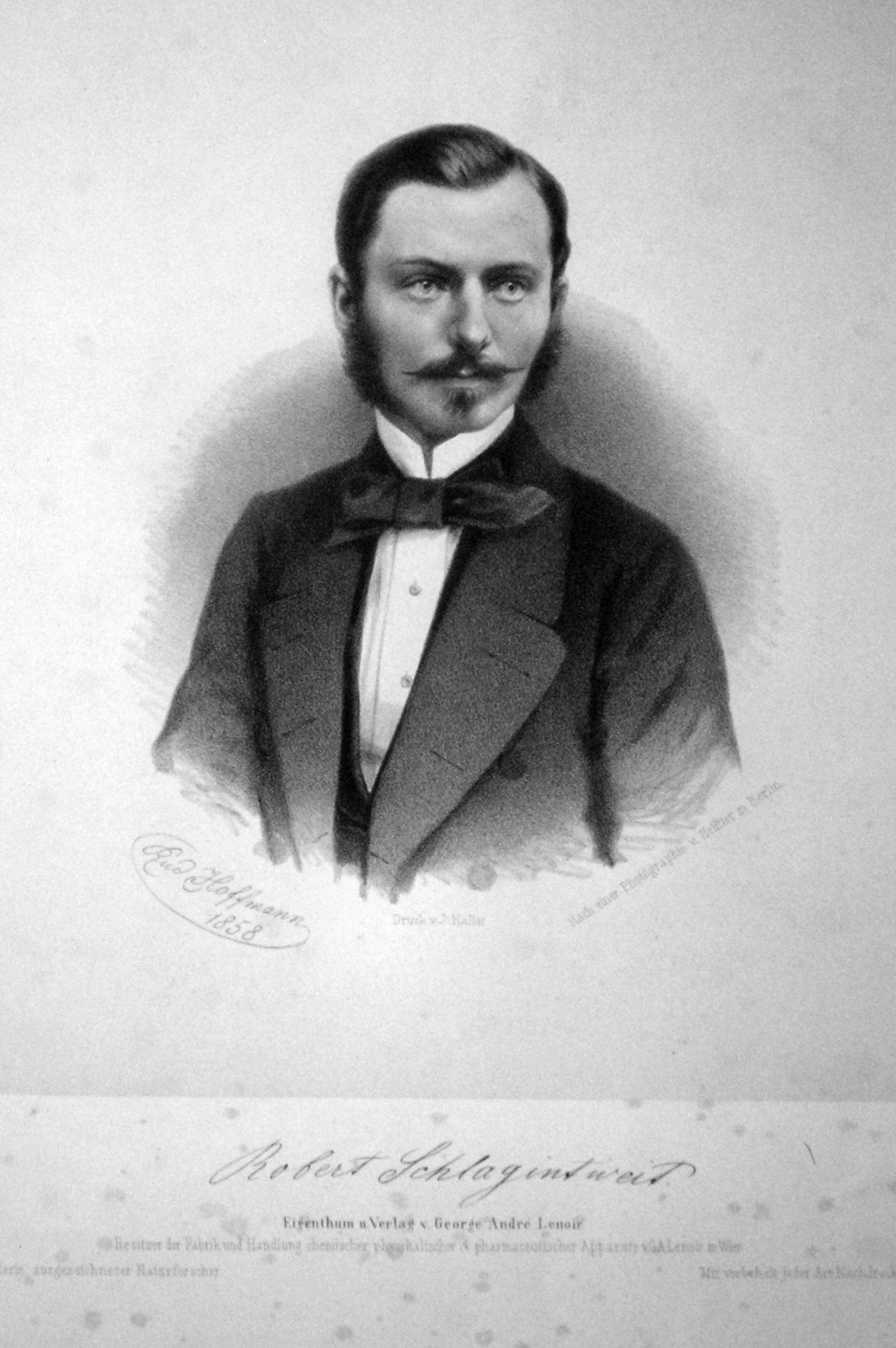
Robert Schlagintweit, Lithographie von Rudolf Hoffmann, 1858

Robert von Schlagintweit, 1869

Robert Schlagintweit, ab 1859 von Schlagintweit (* 27. Oktober 1833 in München; † 6. Juni 1885 in Gießen), war ein deutscher Reisender und Entdecker.

## Familie
Schlagintweit war der Sohn des kaiserlichen Wirklichen Rats und Augenarztes Joseph Schlagintweit (1791–1854).
Er wurde zusammen mit seinem Bruder Hermann am 28. August 1859 (Berchtesgaden) mit Diplom vom 24. November 1859 (München) in den bayerischen erblichen Adelsstand erhoben und am 12. Dezember 1859 im Königreich Bayern bei der Adelsklasse immatrikuliert.

## Leben
Robert war der jüngere Bruder von Hermann und Adolf Schlagintweit und unternahm mit diesen nach dem Abitur 1852 am Wilhelmsgymnasium München und dem anschließenden Studium an der Universität München die berühmte Reise nach Indien, die zu zahlreichen wichtigen Erkenntnissen zur Hochgebirgswelt des Himalaya führte.
Robert beteiligte sich zunächst an der geologischen und meteorologischen Erforschung der Alpen; er steuerte dazu eine Arbeit für die Neue Untersuchungen über die physikalische Geographie und die Geologie der Alpen (Leipzig 1854) bei.
Nachdem Hermann und Adolf von Schlagintweit auf Vermittlung Alexander von Humboldts die Gelegenheit zu einer wissenschaftlichen Reise nach Indien erhalten hatten, beteiligte sich auch Robert an dieser Expedition. Man ging von Bombay aus zunächst auf zwei getrennten Wegen durch das Dekkan nach Madras, von wo aus sich Adolf und Robert in das nordwestliche Gebirge des Himalaya begaben und die Hochpässe und Riesengletscher des westlichen Teils des Himalaya erforschten. Er erreichte zusammen mit Adolf am 7.756 m hohen Kamet eine Höhe von 6.785 m, was für die damalige Zeit einen Höhenrekord darstellte.
Den Winter 1855 auf 1856 verbrachte er mit Adolf auf der indischen Halbinsel und traf dann mit dem älteren Hermann im Mai 1856 in Schimla zusammen. Die Brüder erforschten dann die Gebirge Hochasiens, Kaschmir, Ladakh und Baltistan. Zusammen mit Hermann ging Robert über das Karakorum-Gebirge und den Kwen-lun in das chinesische Turkestan. Hier ergaben sich die wichtigsten Ergebnisse der dreijährigen Forschungsexpedition. Nach der Rückkehr trennte man sich erneut und Robert begab sich durch das Tal des Indus und schiffte sich im Frühjahr 1857 nach Ägypten ein. Hier traf Hermann  im Sommer ein und gemeinsam reiste man zurück nach Europa (7. Juni 1857 Ankunft in Triest).
Zu den zahlreichen Forschungsergebnissen, siehe Artikel Hermann von Schlagintweit.
König Maximilian II. erhob Robert und Hermann von Schlagintweit in den erblichen Adelsstand. Robert wurde 1864 erster Professor der Geographie in Gießen, bereiste 1869 und 1880  die USA von New York bis San Francisco.
Robert von Schlagintweit starb am 6. Juni 1885 in Gießen, wo er auf dem Alten Friedhof begraben ist.

## Auszeichnungen
Am 7. März 1862 erhielt er von Großherzog Ludwig III. von Hessen das Ritterkreuz I. Klasse des hessischen Ludewigsordens verliehen. Die Rahmenbedingungen der Verleihung sind aktenkundig: Bereits am 28. Februar 1862 hatte er bei Ministerpräsident v. Dalwigk um eine Audienz beim Großherzog nachgesucht. Darauf reagierte Großherzog Ludwig III. am 1. März 1862 wie folgt: Bitte herauszubringen, was er bei mir will, ich kenne ihn gar nicht. Daraufhin erläuterte v. Dalwigk mit Schreiben vom 2. März 1862 gegenüber Großherzog Ludwig III., dass der eigentliche Grund der Audienz sei, dass von Schlagintweit dem Großherzog sein Reisewerk über Indien zu Füßen legen wolle. Dabei handelte es sich um ein mehrbändiges, großformatiges Werk. Er ist mehrfach decoriert. Das Reise-Unternehmen desselben ist von der Englischen Regierung unterstützt worden. Dass Robert von Schlagintweit schließlich auf einen Orden speculiert, bezweifle ich nicht. Indessen liegt zu einem solchen Gnadenbeweise kein geeigneter Grund vor. Als Randbemerkung Großherzogs Ludwig III. auf dem Schreiben: Ich werde ihn Übermorgen Dienstag den 4. März Morgens um ½ 11 Uhr empfangen. Schließlich erhielt Robert von Schlagintweit am 9. März 1862 eine weitere Audienz bei Großherzog Ludwig III., um seinen Dank für die erhaltene Auszeichnung mündlich zu Füßen legen zu dürfen.
Robert von Schlagintweit war Ehrenmitglied der naturforschenden Gesellschaft zu Bamberg.
Die Pflanzengattungen Schlagintweitia Griseb. aus der Familie der Korbblütler (Asteraceae) und Schlagintweitiella Ulbr. aus der Familie der Hahnenfußgewächse (Ranunculaceae) sind nach den drei Brüdern Adolf Schlagintweit, Hermann von Schlagintweit und Robert von Schlagintweit benannt.
Die Russische Geographische Gesellschaft errichtete für Adolf von Schlagintweit an der Stelle seines Todes einen Obelisken, der jedoch infolge eines Hochwassers zerstört worden ist.

## Werke
- Die Pacific-Eisenbahn in Nordamerika. Leipzig (1870)
- Californien. Leipzig (1871)
- Die Mormonen. Leipzig (1874)
- Die Prärien des amerikanischen Westens. Leipzig (1876)
- Robert von Schlagintweits 1000 veröffentlichte Vorträge.  (1880)
- Die amerikanischen Eisenbahneinrichtungen. Köln (1881)
- Die Santa-Fé- und Südpacificbahn in Nordamerika. Köln (1884)
- Die Eisenbahn zwischen den Städten Neuyork und Mexiko. Weimar (1885)